# Иодид гольмия(III)
Иодид гольмия(III) — неорганическое соединение, 
соль гольмия и иодистоводородной кислоты с формулой HoI3,
светло-желтые кристаллы,
растворяется в воде,
образует кристаллогидрат.

## Получение
- Иодирование металлического гольмия:

{\displaystyle {\mathsf {2Ho+3I_{2}\ {\xrightarrow {300^{o}C}}\ 2HoI_{3}}}}
- Реакция иодида ртути на опилки гольмия:

{\displaystyle {\mathsf {2Ho+3HgI_{2}\ {\xrightarrow {500^{o}C}}\ 2HoI_{3}+3Hg}}}

## Физические свойства
Иодид гольмия(III) образует светло-желтые, очень гигроскопичные кристаллы.
Образует кристаллогидрат .